# Propolidium mezerei
Propolidium mezerei är en svampart som först beskrevs av Hazsl., och fick sitt nu gällande namn av Pier Andrea Saccardo 1889. Propolidium mezerei ingår i släktet Propolidium, ordningen Rhytismatales, klassen Leotiomycetes, divisionen sporsäcksvampar och riket svampar.   Inga underarter finns listade i Catalogue of Life.